# Горбачёв, Александр Витальевич
Алекса́ндр Вита́льевич Горбачёв (род. 28 сентября 1984, Обнинск, Калужская область) — российский журналист, музыкальный обозреватель, редактор, сценарист, издатель. Бывший главный редактор (2013—2014), заместитель главного редактора (2011—2013) и обозреватель (с 2005) журнала «Афиша». Бывший заместитель главного редактора и редактор отдела специальных корреспондентов издания «Meduza» (2016—2019). Бывший редактор издания «Холод» (2019—2024). Эксперт премии «Степной волк» и портала «Красная звезда». В течение трёх лет подряд (2010—2012) становился номинантом премии «Степной волк» в категории «Катализатор».
Сооснователь, главный редактор и член редакционного совета фонда в сфере издания неподцензурной нон-фикшн литературы о России «StraightForward Foundation» (2024—н. в.).

## Биография
Родился 28 сентября 1984 года и вырос в Обнинске. В 2001 году окончил городскую гимназию, где учился в одном классе с пловцом Николаем Скворцовым. В том же году перебрался в Москву и поступил на историко-филологический факультет РГГУ. Окончил его и получил диплом филолога в 2006 году. С октября 2003 года по апрель 2004 года проходил обучение по программе «Культурная журналистика» (специализация — музыкальная критика) Института Про Арте. С ноября 2003 года по июль 2004 года работал корректором в интернет-издании «Полит.ру». В тот же период в журнале «Октябрь» были опубликованы две статьи Горбачёва: «Смещение языков» (№ 12, 2003) и «Живая литература» (№ 5, 2004).
Увлечённый чтением сайта Непопса.ру, который считал «лучшим русскоязычным сайтом о музыке», и в целом не удовлетворённый состоянием российской музыкальной журналистики, Горбачёв в феврале 2003 года создаёт собственный любительский сайт Muscience на хостинге Яндекс.Народ. Вскоре его тексты на этом сайте были замечены блюзовым организатором и музыкантом Владимиром Кожекиным, благодаря которому началось сотрудничество начинающего музыкального критика с профессиональными изданиями. В конце года писал для газеты man’Music, которая вскоре прекратила существование. В январе 2004 года Горбачёв стал обозревателем на сайте «Звуки.ру», где к осени 2005-го были опубликованы около сотни его статей. Он также сотрудничал с «Еженедельным журналом», «Русским Newsweek», журналами Play и «Эксперт», сайтом «Полит.ру».
С 2005 года Горбачёв начал работать музыкальным обозревателем в журнале «Афиша», занял должность заместителя главного редактора 1 апреля 2011 года.
Горбачёв уделял особое внимание начинающим российским исполнителям, и помимо публикаций о них в музыкальном блоге «Афиши» он с 2009 года курирует проект «Среда Горбачёва», в рамках которого проводились концерты в клубе Ikra и выпускались небольшими тиражами диски на одноимённом подлейбле компании «Союз». После закрытия клуба в январе 2011 года концертная часть изменила формат, превратившись, по словам организатора, «в кочевую эфемерную сущность, способную материализоваться на площадке решительно любой — и в самых разных формах». Предпосылкой этого изменения Горбачёв считает становление и укрепление музыкальной ниши молодых музыкантов из России. В 2010 году по просьбе Олега Нестерова он был составителем сборника No Oil. No Stress. No Noise, а в следующем году организовал проект «Делай меня точно», трибьют группе «Мумий Тролль» в исполнении артистов, открытых журналом «Афиша».
Вместе с Ильёй Красильщиком был редактором-составителем книги «История русских медиа 1989—2011. Версия „Афиши“», выпущенной в 2011 году. В декабре того же года Александр Горбачёв, как и другие сотрудники журнала «Афиша», присоединился к митингующим на Болотной площади.
С 1 июля 2013 года по 1 августа 2014 года был главным редактором журнала «Афиша». Вместе с оставлением должности главного редактора покинул издание в целом.
После ухода из «Афиши» в 2014—2016 годах проходил обучение в США по гранту программы Фулбрайта в магистратуре Школы журналистики при Миссурийском университете. По окончании обучения получил степень магистра журналистики, защитив диссертацию о бизнес-моделях интернет-изданий с лонгридами. Получил премию Foreign Press Award.
В июле 2016 года стал заместителем главного редактора и редактором отдела специальных корреспондентов в интернет-издании Meduza. В январе 2019 года объявил об уходе из редакции из-за «волатильной ситуации», сложившейся в последние несколько месяцев, и так как ему «не близка публичная риторика руководства относительно произошедшего за последние три месяца».
C мая 2019 года по апрель 2022 года был редакционным советником в Институте музыкальных инициатив.
С марта 2019 года по март 2022 года работал сценаристом международной компании «Lorem Ipsum», занимающейся созданием и презентацией креативного контента в различных физических и цифровых средах.
С августа 2019 года по март 2024 года работал редактором в издании «Холод».
Является шеф-редактором документальных проектов студии «Stereotactic», где в частности был автором идеи вышедшего в 2019 году документального сериала о музыке «Поток», а также был автором идеи и сценаристом вышедшего в 2023 году документального сериала «Время „Спартака“» об истории футбольного клуба «Спартак» (Москва) с 1988 года по 2003 год. Стал одним из авторов написанной на основе сериала книги «„Спартак“: один за всех», которая вышла в 2024 году.
В 2024 году стал сооснователем фонда «StraightForward Foundation», оказывающего грантовую и редакционную поддержку в подготовке и выпуске нон-фикшн книг о России, которые не могут быть изданы внутри России из-за репрессивных и цензурных ограничений. С момента основания фонда является его главным редактором и членом редакционного совета.
В феврале 2022 года выступил против вторжения России на Украину.
1 ноября 2024 года внесён Минюстом РФ в реестр иноагентов.

## Награды
В октябре 2017 года совместно с Иваном Голуновым, Александром Борзенко и Даниилом Туровским получил ежемесячную журналистскую премию «Редколлегия» за статью «„Христианского государства“ не существует. Но за ним, возможно, стоит ФСБ».

## Книги
- Александр Горбачев, Илья Зинин. Песни в пустоту. Потерянное поколение русского рока 90-х. — Издательство АСТ, 2014. — 81 с.
- Александр Горбачев, Илья Зинин. Песни в пустоту. Потерянное поколение русского рока 90-х. — Litres, 2018. — ISBN 5457652424, 9785457652422.
- Александр Горбачев (ред.). Не надо стесняться. История постсоветской поп-музыки в 169 песнях (1991—2021). — Институт музыкальных инициатив, 2021.
- Александр Горбачев (ред.). Не надо стесняться. История постсоветской поп-музыки в 169 песнях (1991—2021). — Музей Гараж, 2023.
- Александр Горбачев, Сергей Бондаренко, Иван Калашников. «Спартак»: один за всех. — Individuum, 2024.
- Александр Горбачев. Он увидел солнце. Егор Летов и его время. — Выргород, 2025. — 440 с.